# Tenor Saw
Tenor Saw, właśc. Clive Bright (ur. 11 lutego 1966 w Kingston, zm. w sierpniu 1988 w Houston) – jamajski muzyk, wykonawca dancehall i reggae, tworzący w latach 80. XX wieku. Jego największym przebojem była piosenka "Ring the Alarm".

## Dyskografia
- 1985 Clash, Witty (z Don Angelo)
- 1986 Fever, Blue Mountain/RAS Records
- 1986 Strictly Livestock, Greensleeves Records (z różnymi artystami)
- 1987 Clash, Witty (z Cocoa Tea)
- 1992 Wake the Town: Tribute to Tenor Saw
- 1992 Tenor Saw Lives On, Sky High
- 2003 With Lots Signs, Jet Star (Tenor Saw meets Nitty Gritty)
- 2008 Tenor Saw Meets Nitty Gritty, VP Records

## Śmierć
Przyczyny śmierci Tenora Sawa nie są jasne.
Wiele źródeł podaje, iż przyczyną przedwczesnej śmierci artysty było potrącenie przez motocykl lub morderstwo. 